# Campionato italiano Para Ice Hockey 2024-2025
Il Campionato italiano Para Ice Hockey 2024-2025 è la ventunesima edizione di questo torneo organizzato dalla Federazione Italiana Sport del Ghiaccio, la settima con la nuova denominazione dello sport (Para Ice Hockey in luogo di Ice Sledge Hockey) voluta dal Comitato Paralimpico Internazionale.

## Squadre partecipanti
Come già accaduto nella stagione 2021-2022, le squadre iscritte sono tre (South-Tyrol Eagles, Armata Brancaleone e Tori Seduti), ma – al fine di garantire un maggiore equilibrio e di aumentare il livello agonistico degli incontri – le selezioni lombarda e piemontese si presentano con una squadra comune, chiamata nuovamente Western Para Ice Hockey Team.

## Formula
La stagione prevede 8 incontri, quattro alla WürthArena, casa delle Eagles, e due ciascuno al PalaTazzoli di Torino ed alla Acinque Ice Arena di Varese.

## Incontri
| In casa del Western Para Ice Hockey Team |                                                 |     |
| Acinque Ice Arena, Varese                |                                                 |     |
| 26/10/2024                               | Western Para Ice Hockey Team-South Tyrol Eagles | 0-7 |
| 27/10/2024                               | Western Para Ice Hockey Team-South Tyrol Eagles | 0-9 |
| Pala Cotta Morandini, Torre Pellice      |                                                 |     |
| 01/02/2025                               | Western Para Ice Hockey Team-South Tyrol Eagles | 0-8 |
| 02/02/2025                               | Western Para Ice Hockey Team-South Tyrol Eagles | 0-3 |

| In casa delle South-Tyrol Eagles |                                                 |            |
| WürthArena, Egna                 |                                                 |            |
| 9/11/2024                        | South Tyrol Eagles-Western Para Ice Hockey Team | 2-3 d.t.r. |
| 10/11/2024                       | South Tyrol Eagles-Western Para Ice Hockey Team | 0-2        |
| 08/03/2025                       | South Tyrol Eagles-Western Para Ice Hockey Team | 10-1       |
| 09/03/2025                       | South Tyrol Eagles-Western Para Ice Hockey Team | 6-5 d.t.r. |

## Classifica
| Pos | Squadra                      | G | V | VS | PS | P | GF | GS | DG  | Pt | Risultato         |
| --- | ---------------------------- | - | - | -- | -- | - | -- | -- | --- | -- | ----------------- |
| 1   | South-Tyrol Eagles           | 8 | 5 | 1  | 1  | 1 | 45 | 11 | +34 | 18 | Campione d'Italia |
| 2   | Western Para Ice Hockey Team | 8 | 1 | 1  | 1  | 5 | 11 | 45 | −34 | 6  |                   |

Le South-Tyrol Eagles si aggiudicano il diciassettesimo scudetto della loro storia, dodicesimo consecutivo.